# "Coelosaurus" antiquus
«Coelosaurus» antiquus («античний порожнистий ящір») — сумнівний вид тероподових динозаврів. Його назвав Джозеф Лейді в 1865 році на честь двох гомілок, знайдених у формації Нейвесінк у Нью-Джерсі.
Пізніше цей вид був перекласифікований як член роду Ornithomimus у 1979 році Дональдом Бейрдом і Джоном Р. Хорнером як Ornithomimus antiquus, і за цим пішли деякі пізніші дослідники. Однак інші не дотримувалися цієї класифікації та зауважили, що немає жодних підстав для класифікації зразків Нью-Джерсі в рід, відомий лише із західної Північної Америки. Девід Вейшампел у 2004 році вважав «C.» antiquus бути невизначеним серед орнітомімозаврів, і тому nomen dubium.
У 1979 році Бейрд і Хорнер виявили, що назва «Coelosaurus» була зайнята іншим сумнівним таксоном (на основі одного хребця), названим Coelosaurus анонімним автором, тепер відомим як Річард Оуен, у 1854 році.
Орнітомімідний матеріал, відомий із формації Северн у Меріленді та формацій Мурвіль Чолк і Блаффтаун у Алабамі та Джорджії, також був віднесений до цього виду. Зразок, який колись відносили до Coelosaurus і був виявлений у формації Merchantville у штаті Делавер у 1970-х роках, згодом був віднесений до «Cryptotyrannus».